# Chiesa di Santa Maria all'Eremo
La chiesa di Santa Maria all'Eremo si trova nel comune di San Godenzo.
Le prime notizie risalgono al 1021. Nel 1028 il vescovo di Fiesole Jacopo il Bavaro la concedeva ai monaci benedettini dell'Abbazia di San Gaudenzio in Alpe. Nel 1482 la chiesa passò, insieme al monastero da cui dipendeva, all'ordine dei Servi di Maria della Santissima Annunziata di Firenze. La piccola comunità religiosa dei Servi di Maria fu soppressa nel 1652.
La chiesa ha la facciata rivolta a sud e ha un loggiato di pietra. Una targa sull'architrave della porta indica la data del restauro novecentesco.
L'edificio, recentemente restaurato, si presenta ancora nella sua struttura ottocentesca ad un'unica navata. Da qui proviene una campana, datata 1294, ancora conservata presso la chiesa di San Gaudenzio.